# Joaquín Azpiazu Zulaica
Joaquín Azpiazu Zulaica (Sant Sebastià, 23 d'octubre de 1887 - Valladolid el 30 d'abril de 1953) fou un religiós i jurista basc, acadèmic de la Reial Acadèmia de Ciències Morals i Polítiques.

## Biografia
Va fer els seus primers estudis als Marianistes de Sant Sebastià i després amb els jesuïtes de Tudela. Va ingressar a la Companyia de Jesús en 1902 i en 1915 fou ordenat sacerdot. Alhora, va estudiar a la Universitat de Deusto, on es va doctorar en filosofia i lletres en 1913 i en dret en 1918. En 1918 fou nomenat professor d'Economia política i hisenda a la Universitat de Deusto. En el dia del basc de 1936, celebrat a Bermeo, va pronunciar la conferència Euskera zarraren apurtxoak.
El 1926 deixà Deusto per anar a Madrid, on va fundar la revista Fomento Social. En 1931 tornà a la Universitat de Deusto, on fou professor de moral professional econòmica. Des de la seva càtedra defensà el dret a la propietat i al treball des de la posició de la doctrina social de l'Església Catòlica. Va col·laborar, entre d'altres, amb la Revista Internacional de Estudios Vascos i Yakintza.
Durant la guerra civil espanyola va donar suport al bàndol nacional i després de la guerra va publicar diversos tractats de moral econòmica que foren una referència per al nou règim. Va ser vocal del Consell Superior d'Investigacions Científiques i del Consell Suprem de Protecció de Menors. En 1949 fou nomenat acadèmic de la Reial Acadèmia de Ciències Morals i Polítiques. Va ser distingit amb la Gran Creu de l'Orde d'Alfons X el Savi i la Creu d'Or de la Previsió Social.

## Obres
- Problemas sociales de actualidad (1929)
- El derecho de propiedad (1930)
- La actualidad monetaria española (1930)
- Patronos y obreros (1933)
- El Estado corporativo (1934)
- Jóvenes y juventudes (1934)
- La política corporativa (amb Muller) (1935)
- Orientaciones cristianas del Fuero del Trabajo (1939).
- El Estado católico (1939)
- Manual de Acción Católica (1941)
- Los precios abusivos ante la moral (1941)
- Moral profesional económica (1942)
- La moral del hombre de negocios (1944)
- Vida del P. Jesús Ballesta, S. J. (1946)
- La encíclica Quadragesimo Anno (1946)
- Fundamentos de Sociología Económica-cristiana (1949)
- Direcciones pontificias (1950)
- Directrices sociales de la Iglesia católica (1950)
- La acción social del sacerdote (1951)
- Tú y él (novel·la, 51)
- Tú y ella (novel·la, 1948)